# Polgárdi
Polgárdi es una ciudad del distrito de Székesfehérvár en el condado de Fejér, Hungría. Es supuestamente el lugar donde se descubrió el tesoro de Seuso.

## Geografía
Polgárdi se encuentra a una altitud de unos 144 metros, unos 12 kilómetros al noreste del lago Balaton, una zona turística en el oeste de Hungría popular entre los turistas alemanes, y unos 30 kilómetros al sureste se encuentra la ciudad de Sárbogárd. Unos 17 kilómetros al noreste de Polgárdi está la ciudad de Székesfehérvár. Al sur de Polgárdi discurre la autopista M7. Además, la ciudad está conectada con la línea ferroviaria de Székesfehérvár a Tapolca.

## Historia
El lago Balaton era popular entre los romanos, especialmente para los generales que gobernaban Panonia, la provincia romana que ahora abarca partes de Bosnia, Croacia, Hungría, Rumania y Albania. Era un centro neurálgico del Imperio romano y, por lo tanto, escenario de rutas comerciales y guerras. En los siglos IV y V, godos y vándalos invadieron el norte.
En la Edad Media, en el actual emplazamiento de Polgárdi había tres asentamientos: Cinca, Polgárdi y Bökény-somlyó. La primera mención de Polgárdi data de 1277. Desde 1397, George Batthyány fue propietario de la tierra, hasta 1945, cuando la tierra dejó de pertenecer a la familia Batthyány.
La cercana ciudad de Fehérvár se fundó en 1543, pero a menudo era víctima de la doble tributación (tanto los terratenientes húngaros como los turcos pagaban a los lugareños), por lo que su población se redujo drásticamente. Los lugareños también participaron activamente en la Guerra de Independencia de 1848-1849. Tras la expulsión de los turcos otomanos, muchos lugareños se sintieron atraídos por los asentamientos, y el desarrollo cívico comenzó en Polgárdi en el siglo XIX.
Se dice que aquí se encuentra el controvertido Tesoro de Seuso, cuyo origen se remonta a una villa excavada en la zona, que data del período tardío del Imperio tomano. Las autoridades húngaras afirman que el tesoro fue descubierto por un joven soldado, József Sümegh, alrededor de 1975-76 cerca de la ciudad. El cuerpo de Sümegh fue encontrado en un sótano cercano en 1980. La investigación oficial en aquel momento determinó que se había suicidado, pero posteriormente la policía concluyó que había sido asesinado. En 2012, la investigación criminal seguía en curso.
En 2013 se convirtió en la capital del distrito de Polgárdi, que desapareció a finales de 2014. Los asentamientos que pertenecían al distrito de Polgárdi pasaron a formar parte del distrito de Enying o Székesfehérvár.

## Ciudades hermanadas
Polgárdi está hermanada con:
- Dinkelland, Países Bajos
- Grafrath, Alemania
- Petrești, Rumanía
- Vlčany, Eslovaquia